# Union City Blue
Union City Blue es una canción del grupo estadounidense de new wave Blondie, que fue publicada en 1979 como parte de su cuarto álbum de estudio llamado Eat to the Beat.
La canción está inspirada en la película Union City (1979) protagonizada por Debbie Harry. Fue compuesta por Nigel Harrison y Debbie Harry. El sencillo no fue publicado en Estados Unidos.

## Antecedentes
La canción fue publicada como el segundo sencillo del cuarto álbum de estudio de la banda. Alcanzó el puesto número 13 en Reino Unido. El vídeo musical de la canción se filmó en Weehawken (Nueva Jersey) y estuvo dirigido por David Mallet.

## Listas musicales de sencillos
| Lista (1979–1980)                    | Posición máxima |
| ------------------------------------ | --------------- |
| Alemania (Official German Charts)    | 54              |
| Irlanda (IRMA)                       | 17              |
| Nueva Zelanda (Recorded Music NZ)    | 47              |
| UK Singles (Official Charts Company) | 13              |

- Datos: Q726225